# American Made Music to Strip By
Albums de Rob Zombie
Mondo Sex Head
(2012)
American Made Music to Strip By est le premier album remix du groupe américain de metal industriel Rob Zombie, sorti en 1999.

## Liste des morceaux
1. Dragula (Si Non Oscillas, Noli Tintinnare Mix par Charlie Clouser)
2. Superbeast (Porno Holocaust Mix par Oliver Adams et Praga Khan)
3. How to Make a Monster (Kitty's Purrrrformance Mix par God Lives Underwater)
4. Living Dead Girl (Subliminal Seduction Mix par Charlie Clouser)
5. Spookshow Baby (Black Leather Cat Suit Mix par Rammstein)
6. Demonoid Phenomenon (Sin Lives Mix par Poly 915)
7. The Ballad of Resurrection Joe and Rosa Whore (Ilsa She-Wolf of Hollywood Mix par Philip Steir)
8. What Lurks on Channel X? (XXX Mix par Spacetruckers)
9. Meet the Creeper (Pink Pussy Mix par Steve Duda)
10. Return of the Phantom Stranger (Tuesday Night at the Chop Shop Mix par Chris Vrenna)
11. Superbeast (Girl on a Motorcycle Mix par Charlie Clouser)
12. Meet the Creeper (Brute Man & Wonder Girl Mix par DJ Lethal)

## Formation
- Rob Zombie : chant
- Riggs : guitare
- Blasko : basse
- Tempesta : batterie